# Neutralité de la monnaie
La neutralité de la monnaie est une théorie économique selon laquelle la monnaie ne peut avoir d'effets réels sur l'économie. Autrement dit, la gestion de la masse monétaire ne peut faire qu'augmenter le niveau des prix (causer une inflation ou une déflation), mais elle ne peut stimuler la production, la consommation, etc. La neutralité de la monnaie est au fondement de la dichotomie classique soutenue par l'école classique.

## Concept
La neutralité de la monnaie est l'hypothèse selon laquelle la monnaie ne saurait affecter les variables réelles de l'économie. Ainsi, une modification du stock de monnaie peut faire varier le niveau des prix (les prix à la consommation, les salaires), mais pas la quantité de ce que l'économie produit réellement. En d'autres termes, la monnaie réagit comme le prédit la théorie quantitative de la monnaie,. La monnaie est alors réduite à un moyen d'échange, un « voile » qui enrobe la valeur réelle qu'elle ne fait que représenter ; Jean-Baptiste Say la qualifie de « voiture de la valeur ».
La neutralité de la monnaie a toutefois fait l'objet de nombreux débats théoriques. John Maynard Keynes s'est opposé à cette théorie dans sa Théorie générale de l'emploi, de l'intérêt et de la monnaie, où il affirme que la monnaie n'est pas que le véhicule de la richesse utilisé pour des transactions, mais un bien en soi, dont la demande et l'offre font varier le taux d'intérêt. Ainsi, une augmentation de la quantité de monnaie peut avoir un effet positif sur la croissance économique car l'accroissement de la masse monétaire est un accroissement des moyens de paiement, et donc de la consommation.
L'école monétariste a soutenu la neutralité de la monnaie. Elle considère, comme le keynésianisme, que la masse monétaire doit au moins croître à la même vitesse que la richesse produite dans l'économie, sans quoi une tension déflationniste survient ; mais contrairement aux keynésiens, elle soutient que la masse monétaire doit croître en fonction d'une règle d'or d'accroissement et qu'elle ne peut faire varier sur le long terme les variables réelles. En effet, lorsque la masse monétaire croît plus vite que la richesse, alors l'excès de monnaie se répercute proportionnellement sur le niveau des prix dans le marché des biens et services.
La nouvelle économie classique (NEC), apparue dans les années 1970, radicalise certaines positions de l'école monétariste. Si le monétarisme soutient que la monnaie est neutre à long terme, les nouveaux classiques soutiennent qu'elle est également neutre à court terme. Elle ne saurait par exemple provoquer de chute, même momentanée, du chômage, contrairement à ce que Friedman soutenait. Afin de justifier sa position, les nouveaux classiques mobilisent l'hypothèse des anticipations rationnelles des agents, immédiatement parfaites.